# 释缘智
释缘智（？—？）籍贯不详，中华民国佛教僧人。

## 生平
释缘智为张家口佛教会的僧人。1937年9月4日察南自治政府成立，政务委员由于品卿、杜运宇、阮子南、白奎祥（白聚五）、释缘智、韓運、鄭仁齋、韓玉峯担任。